# Biatorella
Biatorella De Not. (wielokrotka) – rodzaj grzybów z rodziny Biatorellaceae. Ze względu na współżycie z glonami zaliczany jest do grupy porostów.

## Systematyka i nazewnictwo
Pozycja w klasyfikacji według Index Fungorum: Biatorellaceae, Lecanorales, Lecanoromycetidae, Lecanoromycetes, Pezizomycotina, Ascomycota, Fungi.
Synonimy nazwy naukowej: Maronella M. Steiner,  Myrioblastus Trevis., Piccolia A. Massal.
Nazwa polska według W. Fałtynowicza.

## Gatunki występujące w Polsce
- Biatorella conspurcans Norman 1867[4] – wielokrotka nieczysta
- Biatorella hemisphaerica Anzi 1860 – wielokrotka ceglasta

Nazwy naukowe na podstawie Index Fungorum. Nazwy polskie według checklist W. Fałtynowicza.